# Ilisoni Tuinawaivuvu
Ilisoni Tuinawaivuvu (8 gennaio 1991) è un calciatore figiano che milita nel Labasa nel ruolo di centrocampista.

## Carriera

### Club
Ha sempre giocato nel campionato figiano..

### Nazionale
Ha partecipato alla Coppa d'Oceania nel 2012 e nel 2016.